# Rosedale (ort i Australien)
Rosedale är en ort i Australien. Den ligger i kommunen Cooma-Monaro och delstaten New South Wales, i den sydöstra delen av landet, omkring 320 kilometer sydväst om delstatshuvudstaden Sydney. Antalet invånare är 231.
Runt Rosedale är det mycket glesbefolkat, med 3 invånare per kvadratkilometer.. Närmaste större samhälle är Adaminaby, omkring 15 kilometer söder om Rosedale. 
Trakten runt Rosedale består i huvudsak av gräsmarker. Genomsnittlig årsnederbörd är 1 117 millimeter. Den regnigaste månaden är februari, med i genomsnitt 168 mm nederbörd, och den torraste är juli, med 51 mm nederbörd.